# Poecilia petenensis
Poecilia petenensis är en fiskart som beskrevs av Günther, 1866. Poecilia petenensis ingår i släktet Poecilia och familjen Poeciliidae. Inga underarter finns listade i Catalogue of Life.